# Fatima Denton
Fatima Denton (agosto de 1966) es una climatóloga británica-gambiana. Se convirtió en directora de la rama ghanesa de la Universidad de las Naciones Unidas, en el Instituto de Recursos Naturales en África (UNU-INRA), de la UNU en Acra. Se centra en la innovación, la ciencia, la tecnología y la gestión de los recursos naturales. Ha colaborado con países como Benín y Liberia para desarrollar e implementar misiones de evaluación de las necesidades de los países.

## Trayectoria
Denton nació en agosto de 1966 y se crio en Gambia. Después de la educación primaria y secundaria en Banjul, completó sus estudios universitarios en humanidades en la Universidad de Dakar, Senegal y la Universidad de París – la Sorbona París IV, de lingüística aplicada e interpretación en la Universidad de Franco Condado, en Francia, y lrelaciones internacionales en la École des Hautes Études Internationales et Politiques (HEIP). Obtuvo su doctorado en ciencias políticas y estudios de desarrollo en la Universidad de Birmingham, en Reino Unido)
Fue la autora principal del Quinto Informe de Evaluación del IPCC sobre Fuentes de Energía Renovables y Mitigación del Cambio Climático (SRREN), así como del Sexto Informe de Evaluación del IPCC, y el Informe especial sobre cambio climático y la tierra (SRCCL). Ha formado parte de varios comités científicos, incluido el Panel Científico Independiente (ISP) del Programa sobre Cambio Climático y Seguridad Alimentaria (CCAFS) del CGIAR.
Denton ha publicado informes, libros y artículos revisados por pares que abogan por una visión multidimensional del desarrollo que lo haga más sostenible. Fátima Denton trabajó como analista de políticas y coordinadora de proyectos en el programa de energía de Enda Tiers Monde en Senegal. Su trabajo abordó temas como el desarrollo sostenible, el clima y el género, la  vulnerabilidad y adaptación al cambio climático, la seguridad alimentaria, la gobernanza local, el agua y la pobreza energética en el Sahel Su experiencia en Benín ha contribuido a establecer un marco que evalúa las intervenciones adaptativas en toda África. El "cambio transformacional" exige la apropiación local de iniciativas generalizadas que cuentan con el apoyo de las partes interesadas de nivel superior. Ha abogado por una nueva narrativa sobre el cambio climático en África viéndolo como una oportunidad generar innovación tecnológica y disminuir la dependencia de las naciones africanas de la comunidad internacional para el crecimiento sostenible.
Denton fue la conferenciante Barbara Ward de 2015, desafiando a los responsables de políticas, investigadores y académicos en Londres a reexaminar África y su relación con el cambio climático. Fue ponente en el Simposio Internacional Borlaug Dialogue 2016. Ha  sido reconocida como una "Mujeres líderes que impulsan la transformación agrícola en África".
Trabajó como planificadora energética senior en el Programa de las Naciones Unidas para el Medio Ambiente (PNUMA) en el Centro Risø en Dinamarca. Fue miembro del Grupo Asesor Científico y Técnico del PNUMA. Ha prestado especial atención al papel de las mujeres, señalando su ausencia en los procesos de planificación y desarrollo, el impacto desigual de los desastres y el cambio climático dados los roles laborales y el estatus social de género, y la necesidad de incluir a las mujeres en el desarrollo de políticas energéticas efectivas. Contribuyó con una investigación que sugiere que la adopción de nuevas estrategias agrícolas están correlacionada positivamente con los trabajadores jóvenes (de 6 a 14 años) y en los hogares encabezados por mujeres.
En 2006, se unió al Centro de Investigación para el Desarrollo Internacional (IDRC) como líder en estrategias de adaptación al cambio climático y participando en la gestión de numerosas iniciativas y proyectos de investigación de alto perfil que promovieron la sostenibilidad ambiental en los países africanos.
Como coordinadora del Centro Africano de Política Climática, desempeñó un papel en la defensa de los objetivos impactantes y decisivos que las naciones africanas deberían esforzarse por alcanzar en las reuniones de la COP 21 para el desarrollo del Acuerdo de París de la ONU. Teniendo en cuenta la particular vulnerabilidad de África a los efectos del calentamiento global, destacó que todos los países deberían adoptar un enfoque asertivo y responsable, independientemente de su diferente contribución al cambio climático.
En 2017, Denton manifestó su apoyo a los Servicios de Información Climática(CIS) y a su implementación más entusiasta en las políticas de los países africanos en un esfuerzo por contrarrestar la pobreza y los efectos negativos del clima.
Fue Oficial de Cargo de la División de Iniciativas Especiales y desde 2013 hasta 2018 fue Coordinadora del Centro Africano de Política Climática (ACPC) de la Comisión Económica de las Naciones Unidas para África (CEPA), con sede en Adís Abeba, Etiopía.
El 10 de septiembre de 2018, fue nombrada Directora de la rama ghanesa de la Universidad de las Naciones Unidas, específicamente, del Instituto de Recursos Naturales en África de la UNU (UNU-INRA).
También colaboró con el Instituto Internacional de Medio Ambiente y Desarrollo (IIED) como fiduciaria y como miembro del consejo asesor del programa de investigación internacional Future Earth. En julio de 2023, fue elegida vicepresidenta del grupo de trabajo II del IPCC.